# Lotyšské námořnictvo
Lotyšské námořnictvo (Latvijas Jūras spēki) je jednou ze složek ozbrojených sil Lotyšska. Existovalo v letech 1918–1940 a dále od obnovení nezávislosti země roku 1991. Jádro námořnictva tvoří pět minolovek, pět hlídkových lodí a dvě podpůrné lodě. Mezi jeho úkoly patří obrana teritoriálních vod, ochrana výlučné ekonomické zóny země, mise SAR a likvidace min. Pod velením námořnictva je rovněž roku 1999 vzniklá Lotyšská pobřežní stráž. Lotyšské námořnictvo je součástí sil NATO, zapojuje se do mezinárodních cvičení, ale mimo jiné též do protipirátské mise EU Operace Atalanta.

## Historie

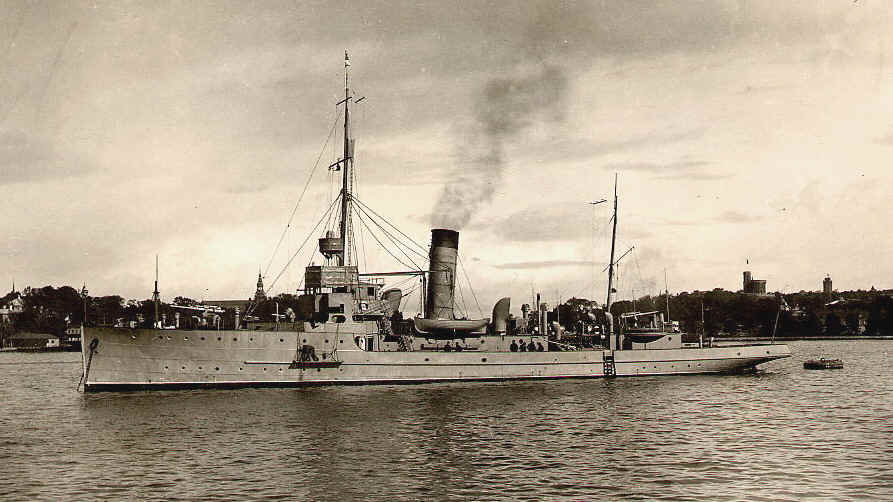
Minolovka Virsaitis

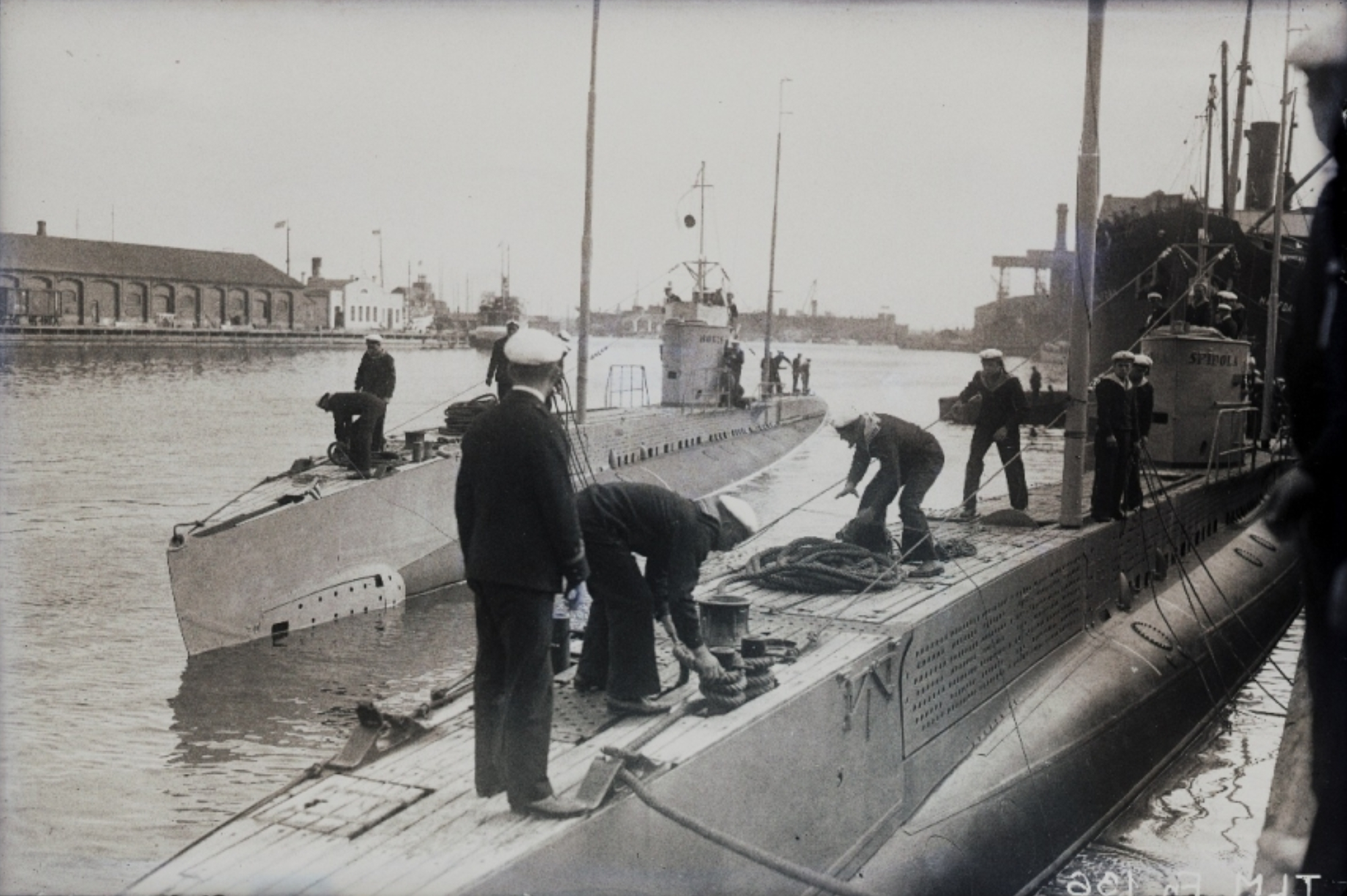
Ponorka třídy Ronis

Lotyšské námořnictvo vzniklo po vyhlášení nezávislosti země roku 1918. Jeho první válečnou lodí se v lednu 1919 stala německá prvoválečná minolovka M68, zařazená do služby jako Virsaitis. Ve 20. letech námořnictvo posílila čtyři plavidla postavená ve Francii. Roku 1926 to byly minolovky Imanta a Viesturs a roku 1927 dvě malé ponorky Ronis a Spidola. Lotyšské námořnictvo zaniklo kvůli okupaci země Sovětským svazem v červnu 1940. Lotyšská plavidla byla ukořistěna a zařazena do sovětského námořnictva, v jehož řadách je zastihla druhá světová válka. Obě ponorky v červnu 1941 potopily vlastní posádky, Viesturs byla potopena v červenci 1941 a Virsaitis v prosinci 1941. Pouze minolovka Imanta válku přečkala a roku 1950 byla vyřazena.
Svou nezávislost Lotyšsko obnovilo roku 1991. Lotyšské námořnictvo bylo založeno 11. dubna 1991. Jeho schopnosti od počátku limitovala špatná ekonomická situace země. Roku 1994 jej tvořilo 630 osob. Na počátku tvořila jádro námořnictva plavidla pocházející z výzbroje zaniklé východoněmecké Volksmarine. Byly to tři raketové čluny projektu 205 (třída Osa I) a od roku 1994 dvě minolovky třídy Kondor. Doplňovaly je dva upravené rybářské trawlery, hlídkový člun Sams a hlídkový člun Kristaps (KA 01) švédského typu KBV 140.
Roku 1999 byla získána minolovka Nemejs německé třídy Lindau (typ 320). Roku 2000 námořnictvo získalo čtyři norské hlídkové čluny třídy Storm. Roku 2003 byla získána minonoska Virsaitis norské třídy Vidar. Je využívána jako velitelské a podpůrné plavidlo. V letech 2001–2002 bylo z Nizozemska získáno pět minolovek třídy Tripartite. Zcela nová plavidla reprezentuje pět hlídkových lodí třídy Skrunda.
Mezi důležité úkoly lotyšského námořnictva patří vyhledávání a likvidace námořních min, kterých dle odhadů po obou světových válkách v Baltském moři zůstalo až 80 000 kusů. V letech 1992–2002 lotyšské námořnictvo od min vyčistilo 770 čtverečních mil Baltského moře, přičemž zlikvidovalo 477 objektů (min, hlubinných pum, nevybuchlých bomb a torpéd).
Roku 2025 Lotyšsko u finské společnosti Marine Alutech objednalo neupřesněný počet víceúčelových rychlých útočných člunů vyzbrojených 12,7mm kulometem M2 ve zbraňové stanici a řízenými střelami Spike NLOS s dosahem 32 km. Plavidlo vychází z modelové řady Watercat M18. Akvizice probíhá ve spolupráci s Litvou v rámci programu CFMAC (Common Future Multi-Purpose Attack Craft).

## Složení

### Minolovky

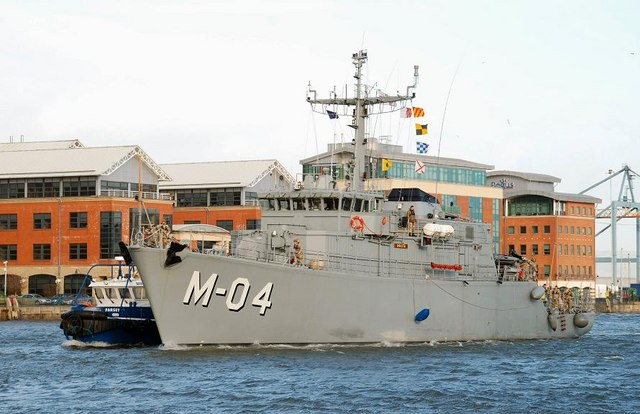
Imanta (M 04)

- Třída Tripartite
  - Imanta (M 04)
  - Viesturs (M 05)
  - Tālivaldis (M 06)
  - Visvaldis (M 07)
  - Rūsiņš (M 08)

### Hlídkové lodě

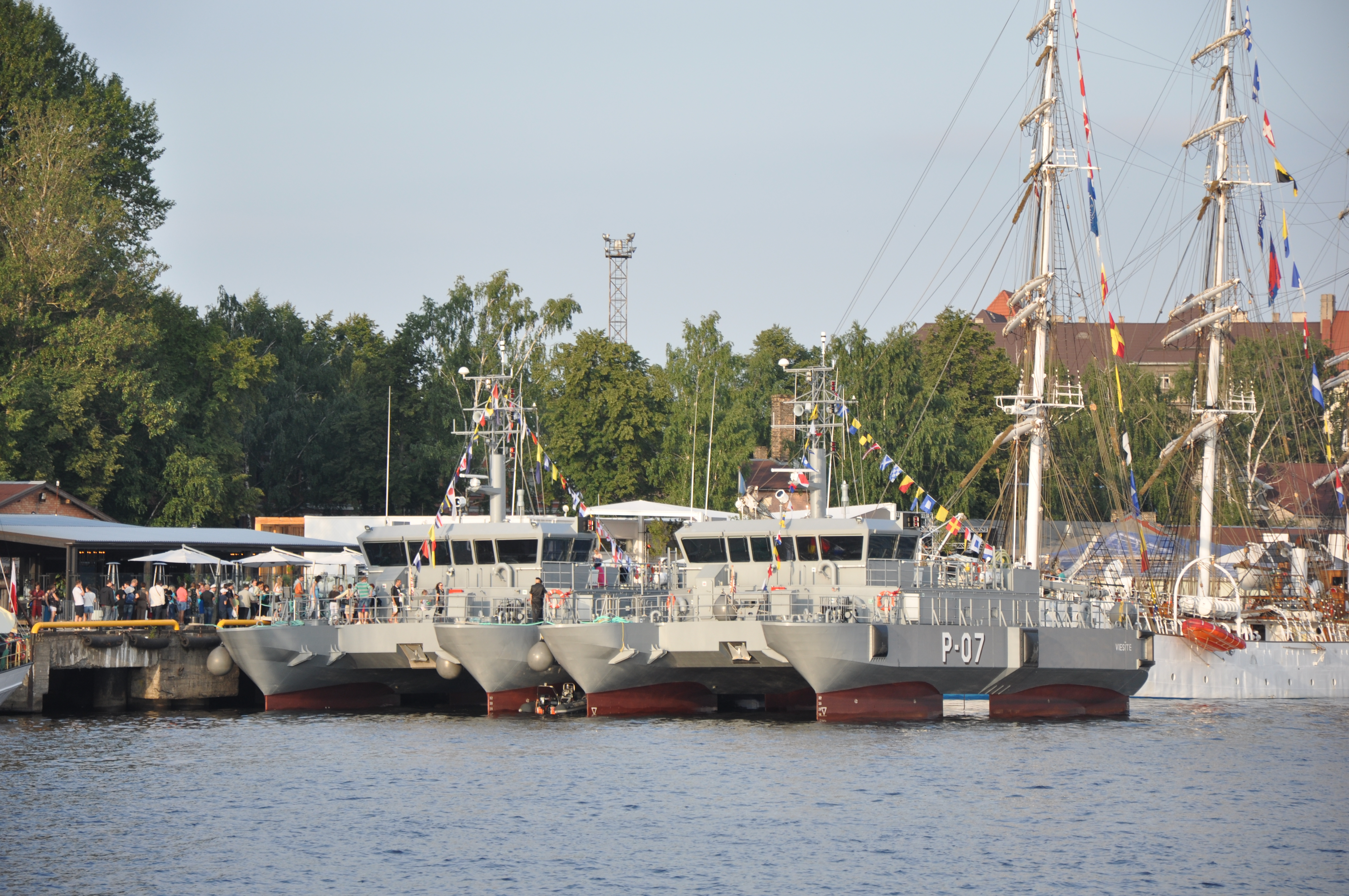
Plavidla třídy Skrunda

- Třída Skrunda – hlídková a záchranná loď typu SWATH
  - Skrunda (P 05)
  - Cēsis (P 06)
  - Viesīte (P 07)
  - Jelgava (P 08)
  - Rēzekne (P 09)

### Pomocné lodě
- Třída Vidar – minonoska
  - Virsaitis (A 53)

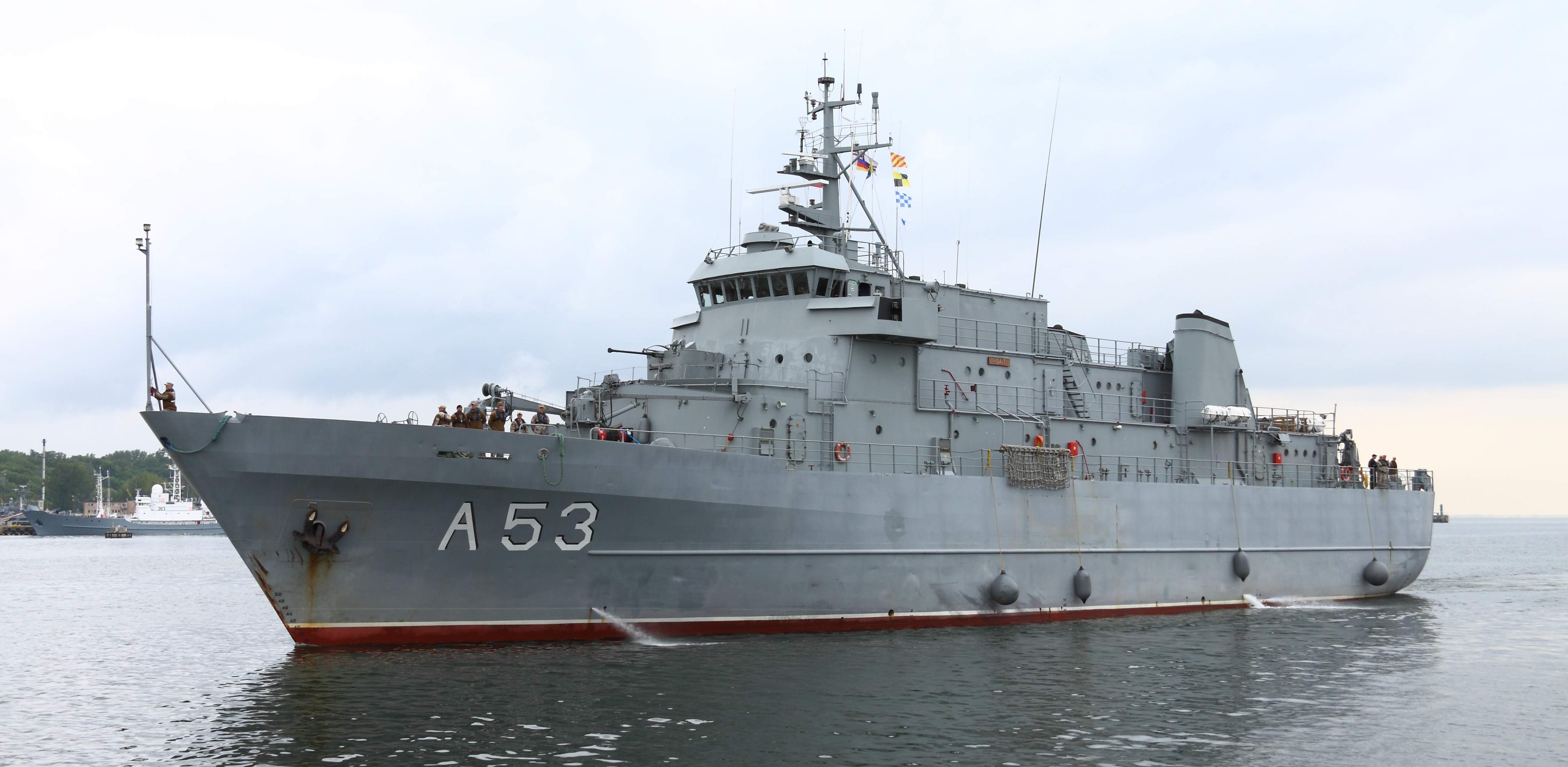
Virsaitis (A 53)

- Třída Buyskes – hydrografická výzkumná loď
  - Varonis (A 90)

### Pobřežní stráž
- Typ KBV (6 ks)

## Plánované akvizice
- Víceúčelový rychlý útočný člun (? ks)